# Clarence River (Beaufortsee)
Der Clarence River ist ein etwa 53 km langer Zufluss der Beaufortsee, ein Randmeer des Arktischen Ozeans, im US-Bundesstaat Alaska und im kanadischen Territorium Yukon.

## Flusslauf
Der Clarence River entspringt in den British Mountains in Alaska 2,7 km von der kanadischen Grenze entfernt auf einer Höhe von etwa 1250 m. Das Quellgebiet befindet sich 8 km südwestlich von Mount Page. Der Clarence River fließt anfangs in nordnordöstlicher Richtung. Er überquert bei Flusskilometer 46 die kanadische Grenze. Der Clarence River fließt in einem Linksbogen und erreicht nach 4 km wieder Alaska. Er fließt anschließend in überwiegend nordnordwestlicher Richtung und erreicht das Küstentiefland. Bei Flusskilometer 30 befindet sich ein teils verlandeter Schwemmfächer, dessen verlandete Flussarme zum Meer führen. Der Clarence River wendet sich nach Nordosten und verzweigt sich in mehrere Arme, die sich später wieder vereinigen. Der Clarence River verläuft zwischen den Flusskilometern 14 und 6,5 als verflochtener Fluss in nordnordwestlicher Richtung entlang der Staatsgrenze, überwiegend auf der US-amerikanischen Seite. Anschließend wendet sich der Clarence River nach Osten, überquert die Grenze nach Kanada und mündet schließlich in das westliche Ende der Clarence Lagoon, die über einen schmalen Ausgang mit der Beaufortsee verbunden ist. Kurz vor der Mündung trifft der Craig Creek rechtsseitig auf den Clarence River. Ein Mündungsarm eines namenlosen Flusses fließt direkt in die Lagune, während sich ein zweiter Flussarm mit dem Unterlauf des Craig Creek vereinigt.
Der Flusslauf des Clarence River innerhalb Kanadas liegt im Ivvavik-Nationalpark. Das etwa 650 km² große Einzugsgebiet der Clarence Lagoon grenzt im Osten an das des Fish Creek, im Südosten an das des Malcolm River sowie im Südwesten und im Westen an das des Kongakut River.

## Namensgebung
Am 27. Juli 1826 entdeckte der Polarforscher John Franklin, der im Rahmen seiner Mackenzie-River-Expedition entlang der Küste nach Westen segelte, die Flussmündung. In den zwei Jahre später veröffentlichten Aufzeichnungen seiner Reise schrieb Franklin: „This being the most westerly river in the British dominions on this coast, and near the line of demarcation between Great Britain and Russia, I named it the Clarence, in honor of His Royal Highness, the Lord High Admiral.“ Ins Deutsche übersetzt: Diesen Fluss, der westlichste im britischen Herrschaftsgebiet an dieser Küste und nahe der Demarkationslinie zwischen Großbritannien und Russland gelegen, benannte ich „Clarence“, zu Ehren Seiner Königlichen Hoheit, des Lord High Admiral. Namensgeber war der spätere König Wilhelm IV., der den Titel Duke of Clarence and St Andrews trug und am 2. Mai 1827 das Amt des Lord High Admiral übernahm.